# Großnaundorf
Großnaundorf là một đô thị ở huyện of Bautzen, in Sachsen, Đức. Đô thị Großnaundorf có diện tích 14,98 km², dân số thời điểm ngày 31 tháng 12 năm 2006 là 1067 người.